# Magnesiumdiglutamat
Magnesiumdiglutamat ist eine chemische Verbindung des Magnesiums aus der Gruppe der Glutamate.

## Gewinnung und Darstellung
Magnesiumdiglutamat-Tetrahydrat kann durch Reaktion von Glutaminsäure mit einer wässrigen Lösung von Magnesiumcarbonat oder Magnesiumoxid gewonnen werden.

## Eigenschaften
Magnesiumdiglutamat und sein Tetrahydrat sind geruchlose weiße Feststoffe, die leicht löslich in Wasser sind.

## Verwendung
Magnesiumdiglutamat wird als Geschmacksverstärker verwendet. Das Tetrahydrat ist ein Magnesium-Transfermittel. Es kann auch bei der Herstellung von Pufferlösungen verwendet werden.